# Корнел Діну
Корнел Діну (рум. Cornel Dinu, нар. 2 серпня 1948, Тирговіште) — румунський футболіст, що грав на позиції захисника. По завершенні ігрової кар'єри — тренер.
Виступав протягом усієї кар'єри за клуб «Динамо» (Бухарест), з яким став шестиразовим чемпіоном Румунії та дворазовим володарем Кубка Румунії. Згодом працював у клубі як тренер, вигравши з командою ще одне чемпіонства та два національні кубки. Також грав, а потім був і головним тренером у національній збірній Румунії. Футболіст року в Румунії, за версією газети Gazeta Sporturilor в 1970, 1972 і 1974 роках.

## Клубна кар'єра
Народився 2 серпня 1948 року в місті Тирговіште. Вихованець футбольної школи клубу «Металул» з рідного міста
1966 року став гравцем столичного «Динамо» (Бухарест), кольори якого і захищав протягом усієї своєї кар'єри гравця, що тривала цілих вісімнадцять років. Дебютував в Дивізіоні А 25 вересня 1966 року в матчі проти «Брашова» (0:1) і більшість часу, проведеного у складі бухарестського «Динамо», був основним гравцем захисту команди. За цей час шість разів виборював титул чемпіона Румунії та двічі ставав володарем Кубка Румунії. У 1970, 1972 і 1974 роках визнавався найкращим румунським футболістом, крім того 1970 року посів 24 місце у номінації на «Золотий м'яч». У підсумку він провів 454 матчі у вищій лізі і відзначився 53 забитими м'ячами. Його останній матч відбувся 18 червня 1983 року проти «Університаті» (Крайова) 1:1.

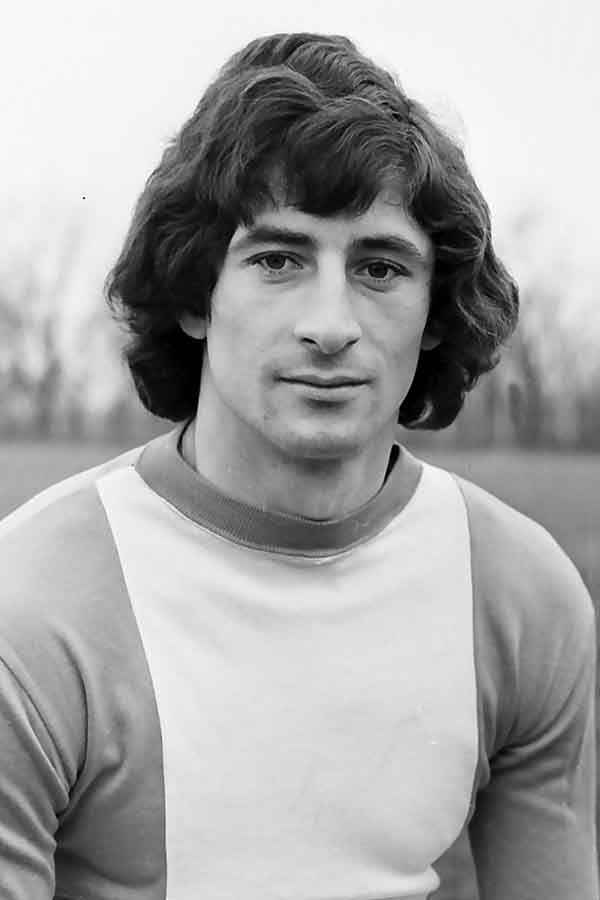
Корнел Діну у 1971 році.

## Виступи за збірну
1 травня 1968 року дебютував в офіційних матчах у складі національної збірної Румунії в товариській грі проти Австрії (1:1).
У складі збірної був учасником чемпіонату світу 1970 року у Мексиці, на якому він провів усі три матчі — проти Англії, Чехословаччини та Бразилії, але команда не подолала груповий етап.
У 1979 році Діну обійшов Мірчу Луческу за кількістю зіграних матчів за збірну, ставши абсолютним рекордсменом команди, і залишався таким до 1984 року, коли досягнення Корнела побив Ласло Белені.
Загалом протягом кар'єри у національній команді, яка тривала 14 років, провів у її формі 75 матчів, забивши 7 голів. Значну частину з них Корнел провів у статусі капітана. Оскільки сім з цих ігор, в яких він забив два голи, відбулися в рамках Олімпійських ігор, ФІФА вилучила їх із статистики в 1999 році, зменшивши офіційні цифри до 68 ігор та 5 голів.

## Кар'єра тренера
По завершенні кар'єри гравця 1983 року Діну залишився у команді і увійшов у тренерський штаб Ніколае Думітру в «Динамо» (Бухарест). В першому ж сезоні клуб дійшов до півфіналу Кубка європейських чемпіонів 1983/84, вибивши по ходу турніру володаря трофею західнонімецький «Гамбург» — у Бухаресті «Динамо» розгромило суперника 3:0, а на виїзді, програючи 0:3, зуміло на останніх хвилинах забити два голи.
У вересні 1984 року Діну був призначений на посаду головного тренера, але був звільнений у квітні 1985 року і у наступні роки він тренував ряд румунських клубів-середняків, не вигравши жодного трофея. Також Діну займав пост державного секретаря в Міністерстві молоді та спорту в 1989 і 1990—1992 роках.
1992 року прийняв пропозицію очолити збірну Румунії, яку мав вивести на чемпіонат світу 1994 року. Команда вдало почала відбір, розгромивши спочатку Фарери (7:0), а потім і Уельс з рахунком 5:1. Втім надалі результати погіршились і після поразки в 7 турі від Чехословаччини 2:5 Федерація футболу Румунії вирішила звільнити Корнела Діну і його помічника Георге Йоргулеску. Загалом Діну очолював збірну 13 іграх, вигравши 7, зігравши внічию 2 і програвши 4. Новим тренером збірної став Ангел Йорденеску, який виграв решту ігор відбору та вивів команду на «мундіаль», де Румунія дійшла до чвертьфіналу.
У 1993—1995 роках він був директором «Прогресула», потім в 1996 році повернувся на тренерську посаду в свою колишню команду «Динамо», яку з перервами тренував до 2003 року. За цей час він виграв два чемпіонські титули в сезонах 1999/00 і 2001/02, а також два кубка Румунії в 2000 і 2001 роках.
В сезоні 2007/08 працював у клубі на посаді технічного директора. Також працював заступником адміністратора «Динамо» і постійно запрошується на різні футбольні тематичні шоу.
У березні 2008 року він був нагороджений орденом «За заслуги в спорті» третього класу «в знак вдячності за його участь у фінальному турнірі чемпіонату світу 1970 року в Мексиці і за іншу діяльність».

## Титули і досягнення

### Як гравця
- Чемпіон Румунії (6):

«Динамо» (Бухарест): 1971, 1973, 1975, 1977, 1982, 1983
- Володар Кубка Румунії (2):

«Динамо» (Бухарест): 1968, 1982

### Як тренера
- Чемпіон Румунії (1):

«Динамо» (Бухарест): 2000
- Володар Кубка Румунії (2):

«Динамо» (Бухарест): 2000, 2001

### Особисті
- Футболіст року в Румунії: 1970, 1972, 1974

## Особисте життя
Здобув освіту юриста в Бухарестському університеті, за що отримав прізвисько «прокурор». Має сина, Корнела Штефана Діну (нар 1988).
19 липня 2011 року Діно переніс інфаркт міокарда і був доставлений до клініки Spitalul de Urgențǎ Floreasca в Бухаресті. 
15 грудня 2011 року його дружина, від якої у нього народився син, померла внаслідок цукрового діабету.